# Leo Appelt
Leo Appelt (* 26. Mai 1997 in Hannover) ist ein ehemaliger deutscher Radrennfahrer.

## Sportliche Laufbahn
2013 errang Leo Appelt beim Europäischen Olympischen Sommer-Jugendfestival in Utrecht eine Goldmedaille im Straßenrennen sowie eine silberne im Einzelzeitfahren. Im Jahr darauf gewann er zwei Etappen des Straßenrennens Sint-Martinusprijs Kontich für Junioren, davon eine als Mannschaftszeitfahren mit Jasper Frahm, Marcel Franz, Marc Jurczyk, Robert Jäger und Moritz Malcharek und wurde zudem deutscher Juniorenmeister in der Einerverfolgung auf der Bahn. 2015 entschied er eine Etappe sowie die Gesamtwertung der Niedersachsen-Rundfahrt für sich, auf der Bahn wurde er erneut Juniorenmeister in der Verfolgung.
Im August 2015 wurde Appelt bei den Junioren-Bahnweltmeisterschaften in Astana Junioren-Weltmeister in der Einerverfolgung, wenige Wochen später errang er bei den Straßen-Weltmeisterschaften in Richmond den Titel des Junioren-Weltmeisters im Zeitfahren.
Weiterhin war Appelt auch bei Querfeldeinrennen erfolgreich aktiv, 2013 wurde er Jugendmeister in dieser Disziplin.
Mit seinem Wechsel in die Altersklasse U23 schloss sich Appelt dem US-amerikanischen BMC Development Team, der Nachwuchsmannschaft des UCI World Teams BMC Racing Team an. Zur Saison 2018 wechselte er zum LKT Team Brandenburg, das er zum 1. März 2019 wieder verließ und seine Radsportlaufbahn beendete.

## Ehrungen
2015 wurde Leo Appelt zum deutschen Juniorenradsportler des Jahres gewählt.

## Palmarès

### Straße
2015
- Junioren-Weltmeister – Einzelzeitfahren
- Gesamtwertung und eine Etappe Niedersachsen-Rundfahrt

### Bahn
2014
- Deutscher Junioren-Meister – Einerverfolgung

2015
- Junioren-Weltmeister – Einerverfolgung
- Deutscher Junioren-Meister – Einerverfolgung

## Teams
- 2018 LKT Team Brandenburg
- 2019 LKT Team Brandenburg (bis 1. März)